# Ventisquero Dickson
Ventisquero Dickson är en glaciär i Chile, på gränsen till Argentina. Den ligger i den södra delen av landet, 1 900 km söder om huvudstaden Santiago de Chile. Ventisquero Dickson ligger 420 meter över havet. Arean är 71 kvadratkilometer.
Terrängen runt Ventisquero Dickson är bergig västerut, men österut är den kuperad. Ventisquero Dickson ligger nere i en dal. Trakten runt Ventisquero Dickson är nära nog obefolkad, med mindre än två invånare per kvadratkilometer.. Det finns inga samhällen i närheten. 
Trakten runt Ventisquero Dickson består i huvudsak av gräsmarker.